# 強納森·普林斯
強納森·普林斯（Jonathan Alexander Prince，1958年8月16日—）是美國的一位演員、導演、編劇、製作人。普林斯畢業於哈佛大學。他是一位猶太人。